# المدرسة الحمزية
المدرسة الحمزية هي إحدى مدارس مدينة تونس التي بنيت في القرن العشرين من قبل أحد الأثرياء الخيرين، لتؤوي الطلبة الزيتونيين والمدرسيين من أصيلي مدينة المهدية الساحلية.

## موقعها
تقع المدرسة الحمزية بزنقة سوق العطارين إلى جوار كل من المدرسة العصفورية والمدرسة الخلدونية، وجميعها توجد على بعد أمتار من جامع الزيتونة.

## تأسيسها
المدرسة الحمزية من المدارس التي قام بإنشائها أحد الخواص بمدينة تونس، مثلها في ذلك مثل المدرسة القاسمية والمدرسة الدغرية اللتين تأسستا عام 1928، ثم المدرسة الصالحية ومدرسة الهداية اللتين ظهرتا عام 1938. أما مؤسسها فهو حسن بن الحاج علي حمزة الذي ينحدر من إحدى أكبر العائلات من مدينة المهدية الساحلية. وقد افتتحت المدرسة الحمزية عام 1929، في فترة شهدت نموا كبيرا لعدد الطلبة الدارسين بجامع الزيتونة. وجاء في النقيشة التي تعلو مدخلها ما يلي «بسم الله الرحمن الرحيم وصلى الله على محمد وسلم. المدرسة الحمزية لطلبة الجامع الأعظم تأسست مدة ومولانا مؤسسها حسن بن الحاج علي حمزة المهدوي سنة 1348/ 1929». غير أن ميزتها عن بقية المدارس أنها كانت تؤوي الطلبة المدرسيين أيضا.

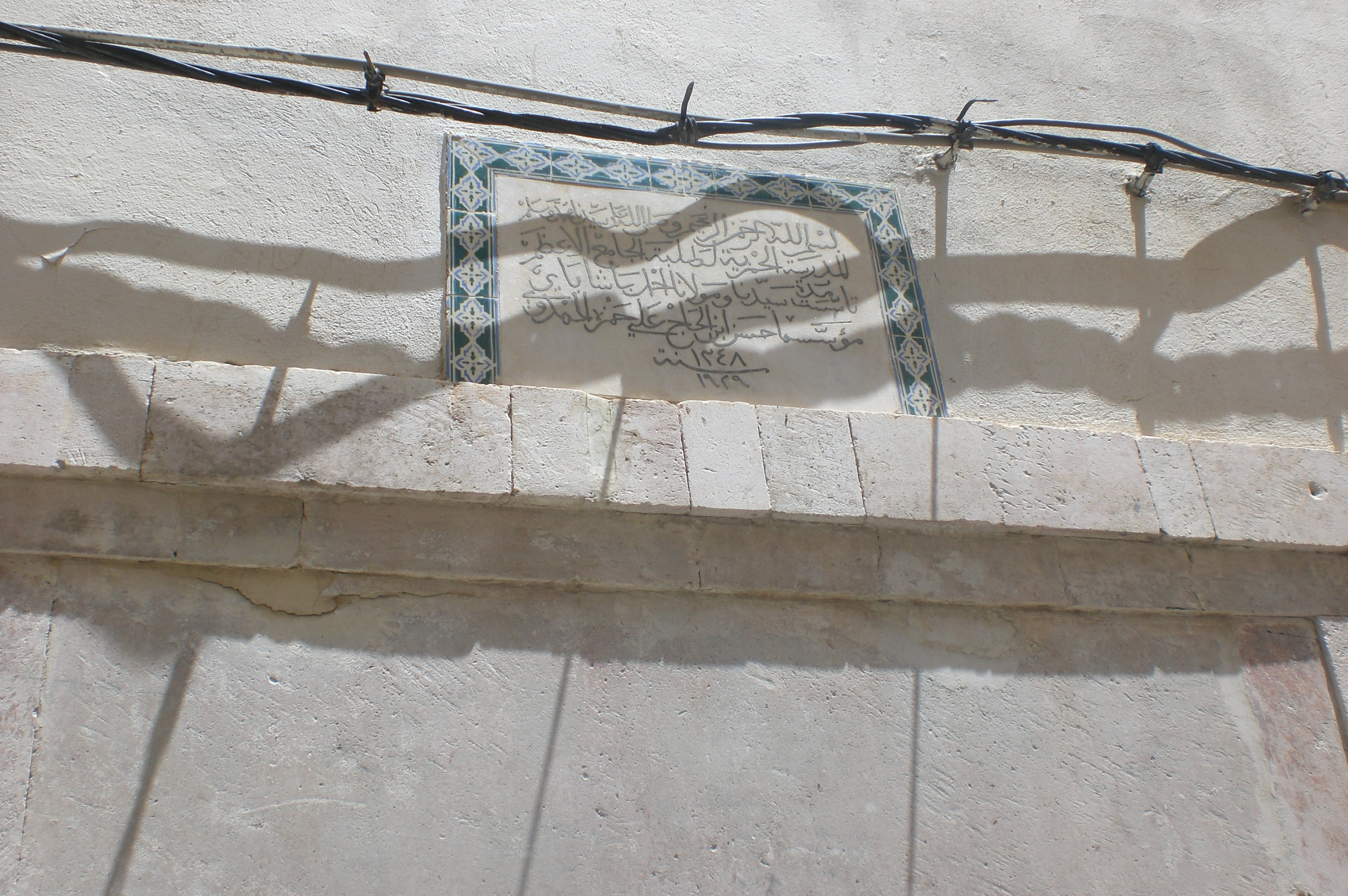
النقيشة التي تعلو باب المدرسة الحمزية

## دورها
تأسست هذه المدرسة ليس للتعليم، كما هو الحال بالنسبة لمدارس أخرى مجاورة لها بما فيها المدرسة العصفورية الملاصقة لها، وإنما لتكون مبيتا لطلبة جامع الزيتونة، ذلك أن هذه المدرسة تأسست في فترة تحولت فيها المدارس القديمة إلى مبيتات للطلبة، وبالتوازي مع ذلك أصبحت تسمى مدارس سكنى الطلبة. وطبقا لإرادة مؤسسها حسن بن الحاج حمزة المهدوي خصصت المدرسة الحمزية للطلبة أصيلي مدينة المهدية. وبعد إلغاء التعليم الزيتوني بعد الاستقلال، ألحقت هذه المدرسة مثلها مثل المدارس الأخرى لمدينة تونس بوزارة الثقافة 